# Basketball-Ozeanienmeisterschaft der Damen 2005
Die Basketball-Ozeanienmeisterschaft der Damen 2005, die elfte Basketball-Ozeanienmeisterschaft der Damen, fand zwischen dem 24. und 28. August 2005 in Auckland, Napier sowie Palmerston, Neuseeland statt, das zum sechsten Mal die Meisterschaft ausrichtete. Gewinner war die Mannschaft Australiens, die zum zehnten Mal den Titel erringen konnte. In der Serie konnte Neuseeland mit 3:0 geschlagen werden. 

## Schiedsrichter
Andy Thackeray

Carolyn Tsakalos

Gavin Whiu

## Teilnehmende Mannschaften
Australien
| Name             |
| ---------------- |
| Deanne Butler    |
| Jae Cross        |
| Hollie Florance  |
| Jacinta Hamilton |
| Katrina Hibbert  |
| Emma Mcdonald    |
| Emily Mcinerny   |
| Erin Phillips    |
| Alicia Poto      |
| Jenny Whittle    |
| Carly Wilson     |

 Neuseeland
| Name                 |
| -------------------- |
| Jody Cameron         |
| Micaela Cocks        |
| Rebecca Cotton       |
| Donna Loffhagen      |
| Angela Marino        |
| Jessica Mccormack    |
| Kate Mcmeekan-Ruscoe |
| Julie Ofsoski        |
| Charmain Purcell     |
| Leanne Walker        |
| Lisa Wallbutton      |
| Noni Whatemate       |

## Modus
Gespielt wurde in Form einer Best-of-Three Serie. Die Mannschaft, die zuerst zwei Siege erringen konnte, wurde Basketball-Ozeanienmeister der Damen 2005. 

## Ergebnisse
| 24. August 2005 19:30 | Bericht | Neuseeland                                                                    | 51 – 77 | Australien                                                                    | Palmerston Schiedsrichter: Andy Thackeray, Carolyn Tsakalos, Gavin Whiu |
| 24. August 2005 19:30 | Bericht |                                                                               |         |                                                                               | Palmerston Schiedsrichter: Andy Thackeray, Carolyn Tsakalos, Gavin Whiu |
| 24. August 2005 19:30 | Bericht | Punkte: Angela Marino 15 Rebounds: Donna Loffhagen 8 Assists: Angela Marino 3 |         | Punkte: Jenny Whittle 22 Rebounds: Hollie Florance 7 Assists: Erin Phillips 5 | Palmerston Schiedsrichter: Andy Thackeray, Carolyn Tsakalos, Gavin Whiu |
| 24. August 2005 19:30 | Bericht |                                                                               |         |                                                                               | Palmerston Schiedsrichter: Andy Thackeray, Carolyn Tsakalos, Gavin Whiu |

| 27. August 2005 15:00 | Bericht | Australien | 75 – 67 | Neuseeland                                                                       | Napier Schiedsrichter: Andy Thackeray, Carolyn Tsakalos, Gavin Whiu |
| 27. August 2005 15:00 | Bericht | |         |                                                                                  | Napier Schiedsrichter: Andy Thackeray, Carolyn Tsakalos, Gavin Whiu |
| 27. August 2005 15:00 | Bericht | Punkte: Jae Cross 18 Rebounds: Jae Cross, Hollie Florance, Jacinta Hamilton, Jenny Whittle 3 Assists: Jae Cross, Emily Mcinerny 3 |         | Punkte: Angela Marino 18 Rebounds: Donna Loffhagen 12 Assists: Donna Loffhagen 5 | Napier Schiedsrichter: Andy Thackeray, Carolyn Tsakalos, Gavin Whiu |
| 27. August 2005 15:00 | Bericht | |         |                                                                                  | Napier Schiedsrichter: Andy Thackeray, Carolyn Tsakalos, Gavin Whiu |

| 28. August 2005 15:00 | Bericht | Neuseeland | 38 – 67 | Australien | Auckland Schiedsrichter: Andy Thackeray, Carolyn Tsakalos, Gavin Whiu |
| 28. August 2005 15:00 | Bericht | |         | | Auckland Schiedsrichter: Andy Thackeray, Carolyn Tsakalos, Gavin Whiu |
| 28. August 2005 15:00 | Bericht | Punkte: Donna Loffhagen, Angela Marino 9 Rebounds: Jessica Mccormack 6 Assists: Angela Marino, Kate Mcmeekan-Ruscoe 2 |         | Punkte: Jacinta Hamilton 18 Rebounds: Erin Phillips 6 Assists: Deanne Butler, Jae Cross, Emily Mcinerny, Erin Phillips 2 | Auckland Schiedsrichter: Andy Thackeray, Carolyn Tsakalos, Gavin Whiu |
| 28. August 2005 15:00 | Bericht | |         | | Auckland Schiedsrichter: Andy Thackeray, Carolyn Tsakalos, Gavin Whiu |

| Australien           |
| Meister Australien   |
| Zehnte Meisterschaft |

## Abschlussplatzierung
| Rang | Mannschaft |
| ---- | ---------- |
| 1    | Australien |
| 2    | Neuseeland |

Australien qualifizierte sich durch den 3:0-Sieg in der Serie für die Basketball-Weltmeisterschaft der Damen 2006 in Brasilien.